# Tai chi chuan estilo Li
Tai Chi Chuan Li, também conhecido como Taichi Estrela de Cinco Pontas, é um estilo desta arte marcial chinesa fundado pelo Mestre Li Ruidong (? - 1917), que foi chefe da guarda presidencial chinesa de Yuan Shikai, o primeiro presidente da China, até cerca de 1916, devido a morte inesperada e trágica deste grande mestre sua arte acabou por se tornar pouco conhecida.